# Anthony Braxton’s Charlie Parker Project

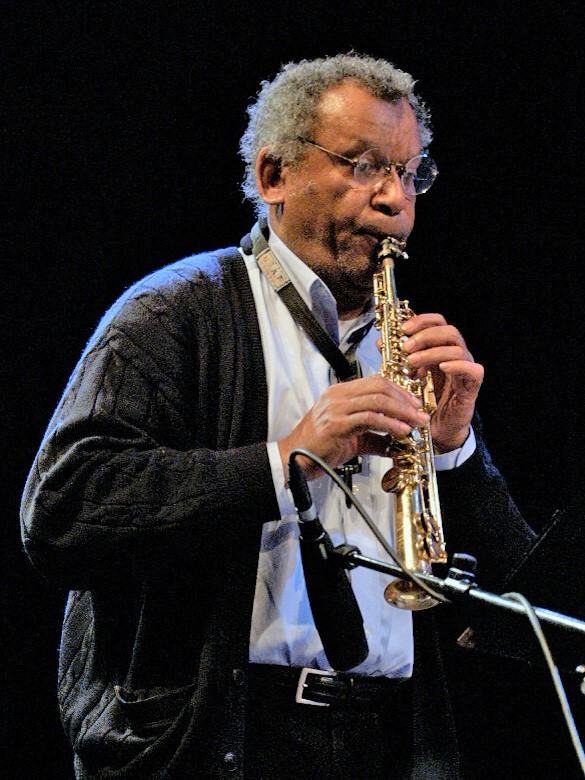
Anthony Braxton

Anthony Braxton’s Charlie Parker Project ist ein Jazzalbum von Anthony Braxton, das am 21. Oktober in Roten Fabrik in Zürich und am 22. und 23. Oktober 1993 im Großen Sendesaal des WDR in Köln aufgenommen und von dem Jazzlabel HatHut Records veröffentlicht wurde. Die Aufnahmen erschienen 2018 in einer auf elf CDs erweiterten Form unter dem Titel Sextet (Parker) 1993 auf dem Label New Braxton House.

## Das Album
Der Avantgardemusiker und Komponist Braxton hatte sich schon in den 1970er und 1980er Jahren mit der Jazz-Tradition beschäftigt; zum einen nahm er mehrere Alben mit Jazzstandards auf, wie In the Tradition für Steeplechase (1974) und Seven Standards, 1985 (auf Windham Hill); zum anderen widmete er sich dem Werk eines einzelnen Komponisten, wie 1987 in seinem Thelonious-Monk-Projekt Six Monk's Compositions (1987). Ähnlich ist auch das Album von 1993 einem einzelnen Künstler (als Musiker wie als Komponisten) gewidmet, nämlich dem Bebop-Pionier Charlie Parker und dem von ihm interpretierten bzw. komponierten Repertoire.

In einem Interview, das Anthony Braxton ein halbes Jahr vor den Parker-Aufnahmen führte, verdeutlichte er seine Herangehensweise an die „Tradition“, die er in einer Gegenposition zu den Neo-Traditionalisten der 1980er und 1990er Jahre sieht. „Tradition“ sei lediglich eine Komponente in der Weiterentwicklung seiner Musik; gleichzeitig sieht er das Parker-Projekt – wie auch die vorangegangenen Projekte in dieser Richtung – als Referenz an musikalische Vorbilder in seiner frühen Entwicklung, so an Clifford Jordan, dessen Komposition Toy er 1985 spielte, an Warne Marsh (Eight (+3) Tristano Compositions 1989: For Warne Marsh, 1989) sowie an vergessene Pioniere wie Gigi Gryce, Jimmy Woods, Anthony Ortega und Giuseppi Logan und schließlich an den von ihm verehrten Joe Henderson, dessen Komposition Punjab Braxton besonders hervorhebt. Braxton betont außerdem die Bedeutung des Blues als das zentrale Merkmal, dem man sich entsprechend annähern müsse, um in Parkers Musik einzutreten.
Braxton spielte bei dem Konzert in Zürich und den beiden Studio-Sessions in Köln mit einem Sextett aus dem Saxophonisten Ari Brown, dem Trompeter Paul Smoker, dem Pianisten Misha Mengelberg, dem Bassisten Joe Fonda und den Schlagzeugern Han Bennink (in Zürich) bzw. bei vier Nummern Pheeroan akLaff in Köln. Das Programm bestand aus klassischen Titeln des Bebop-Pepertoires, wie Parkers legendärer Komposition „Koko“ von der Savoy-Session 1945, seiner „Yardbird Suite“ (aus der Zeit von Parkers Aufnahmen für Dial Records 1946) und „Scrapple fro the Apple“ (von den späten Aufnahmen für Savoy Records 1947) und seinen Auftritten im Royal Roost 1949, aber auch Dizzy Gillespies „Bebop“ und „A Night in Tunisia“ sowie Tadd Damerons „Hot House“; hinzu kamen relativ unbekannte Parker-Kompositionen wie „Dewey Square“ (1947), „Klactoveesedsteene“ (1947), „An Oscar for Treadwell“ (1950), „Bongo Bop“ (1947), „Passport“ (1949), „Mohawk“ (1950), sowie „Sippin’ at Bells“ (1947, von Miles Davis).
„Yardbird Suite“ startet in einer verloren-melancholische Stimmung, umkreist das Thema und mit swingenden Spiel wird eine Weile Nostalgie beschworen. Nach einem süßlichen Saxophon-Solo, kommt der Pianist in Monkscher Spielweise, zerlegt die Melodie mit kurzen Stößen, bis schließlich Trompeter Paul Smoker Spannung erzeugt. Andere Stücke wiederum werden mit einem noch höheren Maß an Intensität, Abstraktion und Eingriff in die Originalversion behandelt; mit Überblastechniken, Vokal-Einwürfen und Abschnitten von kollektiver Improvisation wird immer wieder an das Material herangegangen, wie im zwölfminütigen „Dewey Square“.
Kontraste setzte Braxton durch die Verwendung unterschiedlicher Blasinstrumente; so verwendete er das Sopranino, Flöte und auch die (im Jazz selten gespielte) Kontrabass-Klarinette in Scrapple from the Apple und Sippin’ at Bells.
Weitere Musik des Charlie-Parker-Projekts findet sich auf der 11 CDs umfassenden Edition Sextet (Parker) 1993.

### Sextet (Parker) 1993 (New Braxton House, 2018)
Die 11 CDs der Edition Sextet (Parker) 1993 (erschienen 2018 on New Braxton House) enthalten allesamt Musik, die mit Charlie Parker in Verbindung steht; sie wurden 1993 während einer kurzen Tournee in Köln, Amsterdam, Zürich und Antwerpen aufgenommen.
Die gesamte Originalmusik (15 Titel) der HatHut-CD ist hier enthalten, einige davon wurden in ihrer bearbeiteten Form erweitert, plus 53 weitere Stücke auf diesen 11 Discs. Man kann Braxton auch auf der Flöte und am Klavier hören, einem Instrument, das er Mitte der 1990er Jahre bevorzugte.

## Albumstücke

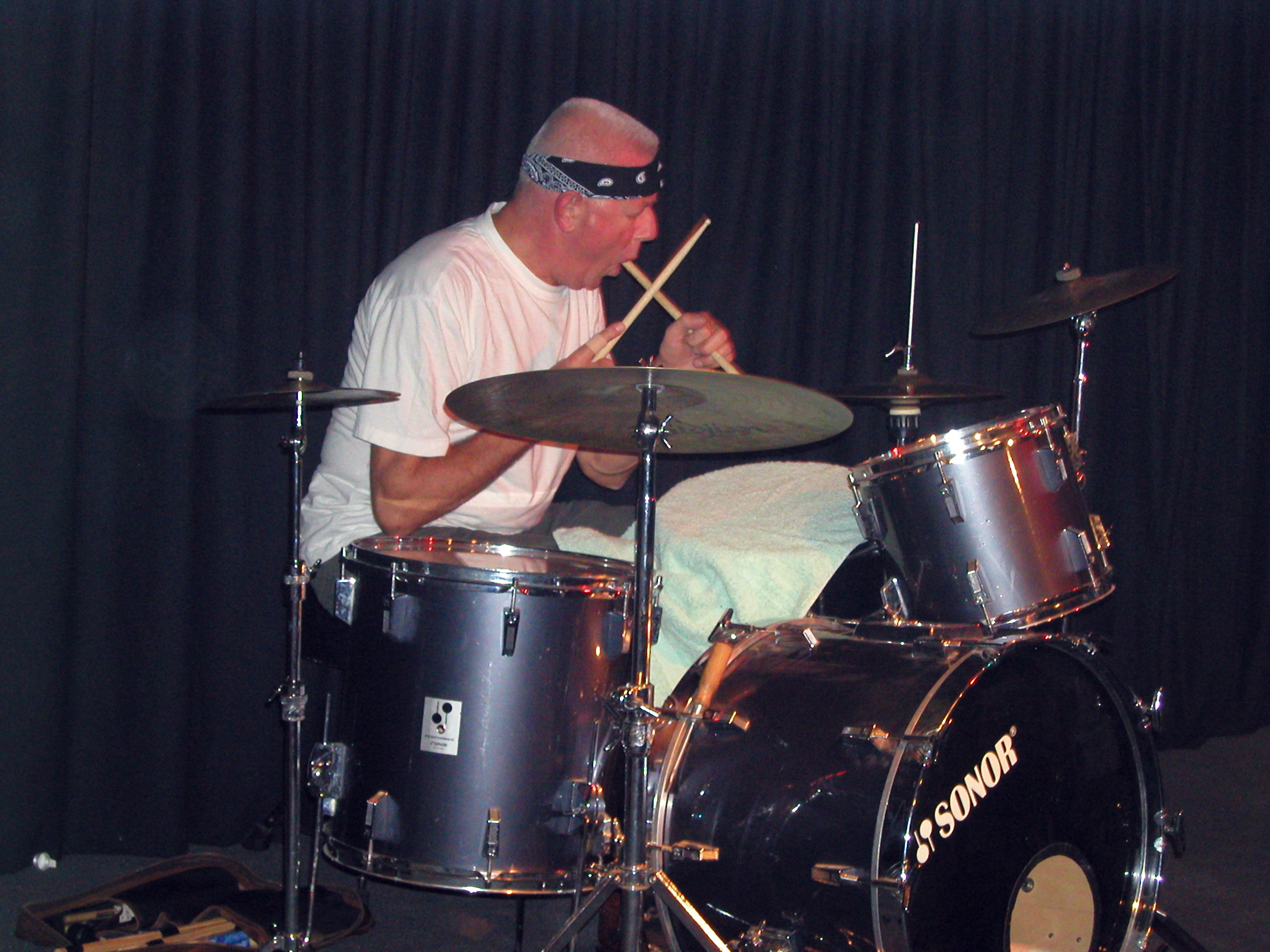
Han Bennink (2005)

- Anthony Braxton’s Charlie Parker Project (HatOLOGY 2-612)

CD 1
1. „Hot House“ (Tadd Dameron) 15:05
2. „A Night in Tunisia“ (Dizzy Gillespie) 9:03
3. „Dewey Square“ 12:28
4. „Klactoveesedsteene“8:46
5. „An Oscar for Treadwell“ 19:37

CD 2
1. „Bebop“ (Dizzy Gillespie) 8:22
2. „Bongo Bop“ 6:45
3. „A Night in Tunisia“ (Dizzy Gillespie) 8:28
4. „Passport“ 6:30
5. „Scrapple for the Apple“ 5:15
6. „Mohawk“ 2:45
7. „Sippin’ at Bells“ (Miles Davis) 4:08
8. „Koko“ 4:08

Alle anderen Kompositionen stammen von Charlie Parker.

## Wirkungsgeschichte

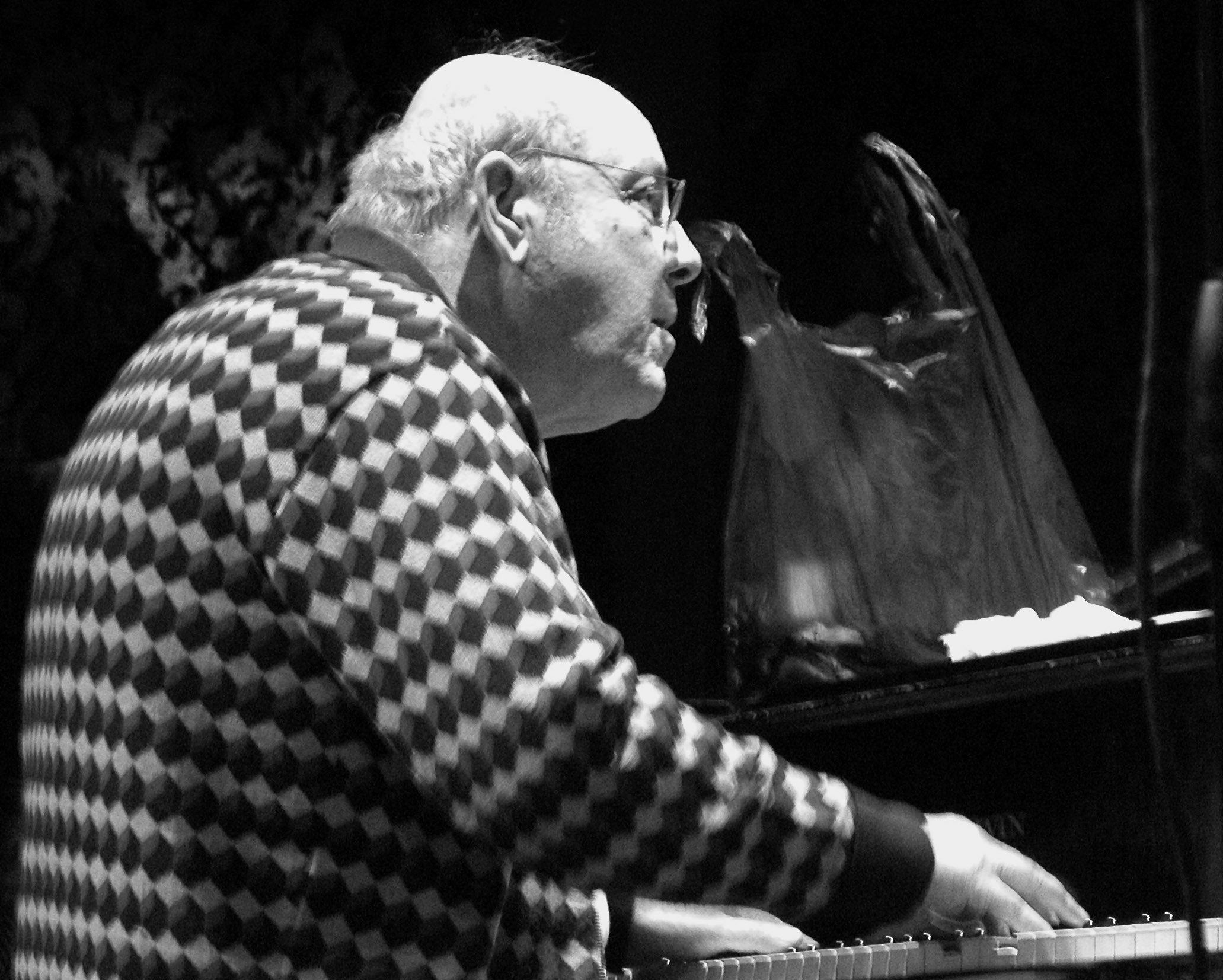
Misha Mengelberg (2004)

Richard Cook und Brian Morton bezeichneten das Charlie Parker Project im Penguin Guide to Jazz Recordings als ein außergewöhnliches Album; sie weisen auf das tiefe Verständnis Braxtons für die Formensprache des Bebop hin, wie in seinen erstaunlichen und ausgedehnten Interpretationen von „Dewey Square“ und „An Oscar for Treadwell“; sie zeichneten es mit der zweithöchsten Bewertung aus. Im Vergleich zu den relativ konventionellen Rhythm-sections der anderen Standards-Projekten setzen Mengelberg und Bennink hier kratzbürstige, subversive Akzente.

Scott Yanow im Allmusic, der dem Parker-Project vier Sterne vergab, erwähnt, das Braxton die Parker-Melodien lediglich als Basis für seine farbigen und oft erstaunlichen Improvisationen nutzt. Er fühle sich dabei von den alten Eingrenzungen der 1940er und '50er Jahre nicht betroffen und ziehe es vor, mit seinem Ansatz dem Geist und dem Wagnis von Charlie Parker zu huldigen, statt das Vergangene neu zu schaffen. Das leidenschaftliche und unkalkulierbare Ergebnis sei auf jeden Fall stimulierend und voller Überraschungen, frischer Ideen und Witz.
Die Edition Quartet (Parker) 1993 biete Kostproben vieler Aspekte der Herangehensweise Braxtons an die Musik, schrieb Mark Corroto. Wie Charlie Parkers Wahrnehmung harmonischer Strukturen und Akkordfolgen die einfache Swing-Musik seiner Kollegen sprengte, erweitert Braxtons Musik diese einzigartigen Momente von Parker zu Tausenden von Momenten. Unerfahrene Zuhörer sollten sie den geradlinigeren Ansätzen beginnen wie der Sextett-Version von „An Oscar for Treadwell“ und sich dann an die facettenreichen 34-minütigen „Parker Melodies“  wagen, die wie ein Strom des Bewusstseins wirken. Diese Musik sei „ein Anthony-Braxton-Traum von Charlie Parker“. Aufgrund ihrer Größe lasse sich Braxtons Musik am besten als eine Lebensentscheidung beschreiben. Neue Hörer dürften diese Edition als großartigen Einstieg in das verwöhnende Kaninchenloch-Erlebnis von Anthony Braxton empfinden.

## Editorische Hinweise
Die Original-Sessions zogen sich über drei Tage hin – das Konzert in Zürich und zwei Studio-Tage in Köln. Einige Titel wurden aus technischen Gründen nicht aufgenommen. Der Neuausgabe mit dem neuen Remastering fiel die ursprüngliche Covergestaltung zu Opfer (das Album ist – gemäß der gegenwärtigen Design-Linie – mit dem Foto einer nächtlichen Stadtansicht versehen). Die Essays von Peter Niklas Wilson und Alex Dutilh wurden durch ein Interview von Graham Lock mit Braxton in den Liner Notes ersetzt. Pia Uehlinger wird als Co-Produzentin bei der Neuausgabe nicht erwähnt.